# Viktor Potočki
 (Donja Stubica, 27 marzo 1999) è un ciclista su strada, ciclocrossista e pistard croato, attivo come Elite/Under-23 dal 2018 e quattro volte campione nazionale Elite in linea.

## Palmarès

### Strada
- 2016 (Juniores)

Campionati croati, Prova in linea Junior
- 2017 (Juniores)

Campionati croati, Prova a cronometro Junior
Campionati croati, Prova in linea Junior
- 2018 (Ljubljana Gusto Xaurum, una vittoria)

Campionati croati, Prova in linea Elite
- 2019 (Ljubljana Gusto Santic, una vittoria)

Campionati croati, Prova a cronometro Under-23
- 2020 (Ljubljana Gusto Santic, una vittoria)

Campionati croati, Prova a cronometro Under-23
- 2021 (Ljubljana Gusto Santic, una vittoria)

Campionati croati, Prova in linea Elite
- 2022 (Ljubljana Gusto Santic, una vittoria)

2ª tappa Tour de Serbie (Mionica > Čačak)
- 2023 (Ljubljana Gusto Santic, una vittoria)

Campionati croati, Prova in linea Elite
- 2024 (Ljubljana Gusto Santic, una vittoria)

Campionati croati, Prova in linea Elite

#### Altri successi
- 2018 (Ljubljana Gusto Xaurum)

Classifica giovani Tour de Serbie
- 2022 (Ljubljana Gusto Santic)

Classifica a punti Tour de Serbie

### Cross
- 2019-2020

Campionati croati, Elite
- 2020-2021

Campionati croati, Elite
- 2022-2023

Campionati croati, Elite

### Pista
- 2020

Campionati croati, Inseguimento individuale
Campionati croati, Velocità

## Piazzamenti

### Competizioni mondiali
- Campionati del mondo su strada

Doha 2016 - In linea Junior: 97º
Bergen 2017 - In linea Junior: 82º
Innsbruck 2018 - In linea Under-23: ritirato
Fiandre 2021 - In linea Under-23: 55°

### Competizioni continentali
- Campionati europei su strada

Plumelec 2016 - In linea Junior: ritirato
Herning 2017 - In linea Junior: ritirato
Zlín 2018 - In linea Under-23: ritirato
Alkmaar 2019 - In linea Under-23: ritirato
Plouay 2020 - In linea Under-23: 63º
Trento 2021 - In linea Under-23: 47º
Monaco di Baviera 2022 - In linea Elite: 48º
Drenthe 2023 - In linea Elite: ritirato
- Giochi europei

Minsk 2019 - In linea: 90º